# Sympycnus
Sympycnus är ett släkte av tvåvingar. Sympycnus ingår i familjen styltflugor.

## Dottertaxa tillSympycnus, i alfabetisk ordning[1][2]
- Sympycnus abbreviatus
- Sympycnus acuticornis
- Sympycnus adustus
- Sympycnus aechmophorus
- Sympycnus aeneicoxa
- Sympycnus aequalis
- Sympycnus aequatoralis
- Sympycnus albibarbus
- Sympycnus albiciliatus
- Sympycnus albicinctus
- Sympycnus albifimbriatus
- Sympycnus albihirtus
- Sympycnus albinotatus
- Sympycnus albipes
- Sympycnus albiserratus
- Sympycnus aldrichi
- Sympycnus alipes
- Sympycnus allectorius
- Sympycnus allotarsis
- Sympycnus ambulator
- Sympycnus amplitarsus
- Sympycnus anachrosticus
- Sympycnus andicola
- Sympycnus angulinervis
- Sympycnus angustipennis
- Sympycnus annulatus
- Sympycnus anomalipennis
- Sympycnus anormalis
- Sympycnus antarcticus
- Sympycnus antennatus
- Sympycnus anticus
- Sympycnus antiquus
- Sympycnus apicalis
- Sympycnus appendicitus
- Sympycnus appendiculatus
- Sympycnus araneipes
- Sympycnus argentimanus
- Sympycnus argentipes
- Sympycnus argyropus
- Sympycnus aristalis
- Sympycnus arizonicus
- Sympycnus armatus
- Sympycnus arunensis
- Sympycnus astutus
- Sympycnus audax
- Sympycnus aurifacies
- Sympycnus balearicus
- Sympycnus basistylatus
- Sympycnus bernardi
- Sympycnus bicoloripes
- Sympycnus bifidus
- Sympycnus binodatus
- Sympycnus bipilus
- Sympycnus bisculus
- Sympycnus bisulcus
- Sympycnus bredini
- Sympycnus brevicauda
- Sympycnus brevicentris
- Sympycnus brevicornis
- Sympycnus brevimanus
- Sympycnus brevinervis
- Sympycnus brevipes
- Sympycnus brevitalus
- Sympycnus brevitarsis
- Sympycnus bullocki
- Sympycnus caffer
- Sympycnus calcaratus
- Sympycnus callidus
- Sympycnus campbelli
- Sympycnus campsicnemoides
- Sympycnus candidimanus
- Sympycnus capilliger
- Sympycnus changaicus
- Sympycnus chilensis
- Sympycnus ciliatus
- Sympycnus cilifemoratus
- Sympycnus cilitibia
- Sympycnus cinctellus
- Sympycnus cirripes
- Sympycnus claudicans
- Sympycnus clavatus
- Sympycnus clavicornis
- Sympycnus cleistogamus
- Sympycnus coei
- Sympycnus collectus
- Sympycnus comatus
- Sympycnus compressipes
- Sympycnus congensis
- Sympycnus contemptus
- Sympycnus convergens
- Sympycnus crassitarsus
- Sympycnus crinipes
- Sympycnus ctenophorus
- Sympycnus cuprinus
- Sympycnus cylindricus
- Sympycnus dampfi
- Sympycnus deserti
- Sympycnus desoutteri
- Sympycnus dichaetus
- Sympycnus difficilis
- Sympycnus discolor
- Sympycnus discrepans
- Sympycnus distinctus
- Sympycnus distortus
- Sympycnus diversipes
- Sympycnus dolosus
- Sympycnus dominicensis
- Sympycnus dominulus
- Sympycnus du
- Sympycnus edwardsi
- Sympycnus elangeli
- Sympycnus elegans
- Sympycnus erraneus
- Sympycnus fasciventris
- Sympycnus fernandezensis
- Sympycnus filiformis
- Sympycnus fimbriatus
- Sympycnus flaviciliatus
- Sympycnus formosinus
- Sympycnus fortunatus
- Sympycnus frontalis
- Sympycnus fuscipennis
- Sympycnus fusciventris
- Sympycnus gauri
- Sympycnus geniculatus
- Sympycnus gigas
- Sympycnus globulicauda
- Sympycnus globulipes
- Sympycnus globulitarsis
- Sympycnus gloriosus
- Sympycnus gorgon
- Sympycnus gracilipes
- Sympycnus gracilis
- Sympycnus graciliventris
- Sympycnus grandicornis
- Sympycnus gregori
- Sympycnus griseicollis
- Sympycnus gummigutti
- Sympycnus hamatus
- Sympycnus hardyi
- Sympycnus harrisi
- Sympycnus hastatus
- Sympycnus hispidus
- Sympycnus humilis
- Sympycnus hydropetricus
- Sympycnus ictericus
- Sympycnus ignavus
- Sympycnus ignotus
- Sympycnus inaequalis
- Sympycnus incomptus
- Sympycnus infimus
- Sympycnus inornatus
- Sympycnus insolens
- Sympycnus insolitus
- Sympycnus integer
- Sympycnus intermedius
- Sympycnus isoaristus
- Sympycnus khola
- Sympycnus kowarzi
- Sympycnus laetus
- Sympycnus laevigatus
- Sympycnus latifacies
- Sympycnus latifasciatus
- Sympycnus latitarsis
- Sympycnus leucotarsus
- Sympycnus liber
- Sympycnus lineatus
- Sympycnus lobatus
- Sympycnus longicornis
- Sympycnus longinervis
- Sympycnus longipes
- Sympycnus longipilus
- Sympycnus luctuosus
- Sympycnus luteicinctus
- Sympycnus luteicornis
- Sympycnus luteinotatus
- Sympycnus luteipes
- Sympycnus luteoviridis
- Sympycnus maculatus
- Sympycnus magellanicus
- Sympycnus magnificus
- Sympycnus magnus
- Sympycnus major
- Sympycnus marcidus
- Sympycnus marginatus
- Sympycnus medius
- Sympycnus memorabilis
- Sympycnus metallescens
- Sympycnus minor
- Sympycnus minuticornis
- Sympycnus minutulus
- Sympycnus minutus
- Sympycnus miricornis
- Sympycnus miritarsis
- Sympycnus modestus
- Sympycnus moestus
- Sympycnus montanus
- Sympycnus monticola
- Sympycnus monticolus
- Sympycnus munroi
- Sympycnus muscicolus
- Sympycnus mutatus
- Sympycnus nectarophagus
- Sympycnus nemoralis
- Sympycnus nepalensis
- Sympycnus nephophilus
- Sympycnus niger
- Sympycnus nigeriensis
- Sympycnus nigriciliatus
- Sympycnus nigricoxa
- Sympycnus nigrisquamis
- Sympycnus nitidifrons
- Sympycnus nodatus
- Sympycnus nodicornis
- Sympycnus normalis
- Sympycnus nudus
- Sympycnus obliquus
- Sympycnus obscuratus
- Sympycnus obscurus
- Sympycnus oreas
- Sympycnus ornatipes
- Sympycnus ornatus
- Sympycnus pacificus
- Sympycnus pahar
- Sympycnus pallidicornis
- Sympycnus pallidimanus
- Sympycnus pallipes
- Sympycnus parvulus
- Sympycnus patellatus
- Sympycnus patellitaris
- Sympycnus pauper
- Sympycnus pectoralis
- Sympycnus peniculitarsus
- Sympycnus pennarista
- Sympycnus pennatus
- Sympycnus pentachaetus
- Sympycnus pessimplex
- Sympycnus picticornis
- Sympycnus pictipes
- Sympycnus piltarsis
- Sympycnus placidus
- Sympycnus plagius
- Sympycnus planipes
- Sympycnus platychirus
- Sympycnus platypus
- Sympycnus plexsim
- Sympycnus plumipes
- Sympycnus plumitarsis
- Sympycnus pollinosus
- Sympycnus priapus
- Sympycnus prolatus
- Sympycnus proletarius
- Sympycnus propinquus
- Sympycnus prospicuus
- Sympycnus puerulus
- Sympycnus pugil
- Sympycnus pulchriceps
- Sympycnus pulchritarsis
- Sympycnus pulicarius
- Sympycnus pulvillus
- Sympycnus purpurascens
- Sympycnus residuus
- Sympycnus ripicola
- Sympycnus rusticus
- Sympycnus rutiloides
- Sympycnus rutilus
- Sympycnus scitulus
- Sympycnus seticosta
- Sympycnus setifemoratus
- Sympycnus setiger
- Sympycnus setosipes
- Sympycnus simplex
- Sympycnus simplicipes
- Sympycnus simplicitarsis
- Sympycnus sobrinus
- Sympycnus spiculatus
- Sympycnus spinipes
- Sympycnus spinitarsis
- Sympycnus sticticus
- Sympycnus strenuus
- Sympycnus strobli
- Sympycnus subdilatatus
- Sympycnus subjectus
- Sympycnus takagii
- Sympycnus tasmanicus
- Sympycnus tener
- Sympycnus tenueciliatus
- Sympycnus tenuifacies
- Sympycnus tenuipes
- Sympycnus terminalis
- Sympycnus tertianus
- Sympycnus teuchophoroides
- Sympycnus teucophoroides
- Sympycnus thienemanni
- Sympycnus thrypticiformis
- Sympycnus torrenticola
- Sympycnus tricorniger
- Sympycnus tripilus
- Sympycnus turbidus
- Sympycnus urgaicus
- Sympycnus utahensis
- Sympycnus vadimi
- Sympycnus vagus
- Sympycnus varicolor
- Sympycnus varipes
- Sympycnus vermiculatus
- Sympycnus violaceus
- Sympycnus vivus